# Rozsály
Rozsály [rožáj] je obec ve východním Maďarsku v župě Szabolcs-Szatmár-Bereg, spadající pod okres Fehérgyarmat. Patří mezi nejvýchodněji položené maďarské obce. V roce 2015 zde žilo 809 obyvatel. Většinu z nich tvoří Maďaři, ale rovněž zde žije významná romská menšina.

## Geografie
Obec se nachází nedaleko rumunských hranic, asi 17 km severozápadně od rumunského města Satu Mare, 19 km severovýchodně od města Csenger, 25 km jihovýchodně od města Fehérgyarmat, 96 km jihovýchodně od města Nyíregyháza a asi 315 km severovýchodně od Budapešti.
V obci se nachází reformovaný kostel z roku 1895 a řeckokatolický kostel svatých apoštolů Petra a Pavla. Protéká zde vodní kanál Zajtai-csatorna.

## Historie
Oblast dnešního Rozsály byla obydlena již v době bronzové. Byly zde nalezeny pozůstatky pravěké slévárny a bronzové zbraně.
První písemná zmínka o obci pochází z roku 1332 – v seznamu papežských desátků je uvedena pod názvem Rosal. V 15. století existovaly na území dvě vesnice – Nagyrozsály a Kisrozsály. Vesnice Nagyrozsály patřila šlechtickému rodu Gutkeledů, konkrétně místní šlechtické rodiny Kúnů, kdežto Kisrozsály patřilo rodům Atyai a Gacsályi.
V 16. století bylo Rozsály obsazeno šlechtickým rodem Kusalyi Jakcs. Rozsály bylo centrem velkého panství, které v roce 1445 zahrnovalo asi padesát osad, mezi které patřily například dnešní obce Nyírcsaholy, Mátészalka, Jármi, Kántorjánosi a Hodász. V roce 1562, když Turci oblehli Satu Mare, uprchli páni z okolí na Rozsály. Turecká armáda oblehla i hrad Kún v Rozsály, ale obranné armádě z Egeru se podařilo hrad ochránit.
Hrad nechal v roce 1669 zbořit Karl von Strassaldo. Poté byl zrenovován a přestavěn na zámek, ten ovšem vyhořel a dnes se již v obci nenachází. Do roku 1878 byli hlavními vlastníky zámku šlechtici z rodu Maróthyů. V tomto roce byl prodán šlechtickému rodu Isaáků.

## Doprava
Obcí procházejí vedlejší silnice 4132 (z obce Tiszaberek), 4143 (z obcí Gacsály a Méhtelek) a 4146 (z obce Zajta). Asi 1,5 km jihozápadně od obce se nachází železniční zastávka Rozsály na trati Kocsord – Zajta.

## Obyvatelstvo
V roce 2001 tvořili 97,5 % obyvatelstva Maďaři a 2,5 % Romové. V roce 2011 se podíl Romů zvýšil – zdejší obyvatelstvo z 90,2 % tvořili Maďaři, z 16,2 % Romové, z 1,1 % Rumuni, z 0,9 % Ukrajinci a 9,7 % obyvatel se ke své národnosti nevyjádřilo. Jelikož se někteří obyvatelé přihlásili k více národnostem, je výsledný podíl větší než 100 % – pouze 0,1 % obyvatel se při sčítání neoznačilo za Maďary.
Z náboženství převažuje reformované křesťanství, které vyznává 47,6 % obyvatel. 19,5 % obyvatel vyznává řeckokatolické křesťanství a 10,8 % římskokatolické křesťanství. 10,5 % obyvatel se ke své víře nevyjádřilo a 8,8 % z nich je bez náboženského vyznání.

## Sousední obce
| Růžice kompasu |                             | Tiszaberek | Kishódos Nagyhódos | Růžice kompasu |
| Růžice kompasu | Gacsály                     | Sever      | Méhtelek           | Růžice kompasu |
| Růžice kompasu | Gacsály                     | Rozsály    | Méhtelek           | Růžice kompasu |
| Růžice kompasu | Gacsály                     | Jih        | Méhtelek           | Růžice kompasu |
| Růžice kompasu | Csengersima Atea (Rumunsko) | Zajta      |                    | Růžice kompasu |